# Meti Gemini
Meti Gemini (llatí: Mettius Geminius) o Meti Gemin (llatí: Mettius Geminus) va ser un comandant de la cavalleria de Tusculum en la darrera guerra entre Roma i la Lliga Llatina l'any 340 aC.
Es va enfrontar amb Tit Manli, el fill del cònsol Tit Manli Imperiós Torquat, en un combat singular, tot i que el seu pare ho havia prohibit expressament. Tit Manli va vèncer i va matar Meti, però el pare, enutjat per la desobediència del fill, el va fer executar.